# NGC 6449
NGC 6449 ist eine 13,8 mag helle Spiralgalaxie vom Hubble-Typ Sc im Sternbild Drache am Nordsternhimmel, die schätzungsweise 244 Millionen Lichtjahre von der Milchstraße entfernt ist.
Das Objekt wurde am 19. April 1885 von Lewis A. Swift entdeckt.